# Robert Coles
Robert Coles (Boston, 12 de outubro de 1929) é um psiquiatra infantil, escritor, ativista social e professor da Universidade de Harvard.
É autor de mais de setenta e cinco livros e 1300 artigos, dentre os quais pode-se destacar A inteligência moral das crianças, Children of Crisis, The Political Life of Children e The Spiritual Life of Children. Empreendeu diversas viagens pelo mundo entrevistando crianças pobres de lugares como Somália, Rússia, Chile, Brasil e Myanmar, tendo se envolvido com as reivindicações dos negros no Sul dos Estados Unidos em defesa dos direitos civis. Em 1999, ano em que completou 70 anos, foi agraciado pelo presidente Bill Clinton com a Medalha Presidencial da Liberdade, a mais alta condecoração civil dos Estados Unidos. 
Recebeu o Prémio Pulitzer de Não Ficção Geral em 1973 por Children of Crisis, vols. 2 e 3 e a Medalha Nacional de Humanidades em 2001.